# Rhamphomyia fuscapicis
Rhamphomyia fuscapicis är en tvåvingeart som beskrevs av Saigusa 1964. Rhamphomyia fuscapicis ingår i släktet Rhamphomyia och familjen dansflugor. Inga underarter finns listade i Catalogue of Life.